# Märchen aus dem Orient
Märchen aus dem Orient ist ein Walzer von Johann Strauss (Sohn) (op. 444). Das Werk wurde am 27. November 1892 im Konzertsaal des Wiener Musikvereins erstmals aufgeführt.